# Juan Trigos
Juan Trigos (Ciudad de México, 26 de febrero de 1965) es un compositor y director mexicano.

## Biografía
Compositor y director, creador del concepto 'Folklore Abstracto', el cual está basado en principios como la pulsación primaria, la resonancia y el uso obsesivo de polirritmia y entrelazamiento polifónico en segmentos y acontecimientos musicales de duración y densidad diferentes. Con el Folclore Abstracto tiene una inclinación a realizar trabajos de gran formato con grupos numerosos de instrumentos, caracterizados por utilización abundante de instrumentos de percusión. Se pueden distinguir dos principales direcciones: música vocal (ópera y música sacra), e instrumental con predilección particular para las formas Concertantes.
Sus composiciones más representativos son Magnificat Guadalupano,  Missa Cunctipotens Genitor Deus, 6 Ricercares de Cámara, pieza para guitarra, piccolo, doble-bajos y conciertos triples. Destacan en particular su Sinfonía N. 1 y la creación de un género, que Trigos denomina 'Ópera de Hemoficción'. Ha presentado y dirigido en México y Europa sus óperas De Cachetito Raspado y Mis Dos Cabezas Piensan Peor Que Una. Su música ha sido actuada en varias ciudades de Europa, América del Norte, América central y del sur.
Recientemente presentó, grabó, y condujo sus óperas y algo de su música instrumental en Europa, los Estados Unidos, y México: Mis Dos Cabezas Piensan Peor Que Una. Ópera en tres actos. Europeo y mexicano premieres: octubre de 2005, Zagreb (Croacia), XXXIII Festival Internacional Cervantino (Ciudad de México y Guanajuato). Coro académico Ivan Goran Kovacic. Zagreb Philharmonic Orquesta. DeCachetitoRaspado (CheekToStubbledCheek). Ópera en dos actos. Versión orquestal. Grabó encima CD y DVD. Septiembre 2004, Santo Petersburg (Rusia). Santo de Coro académico Petersburg-Concierto. Orquesta de Sinfonía estatal de Santo Petersburg. DeCachetitoRaspado. Ópera en dos actos. Versión de cuarto. Actuado en Festival Internacional Música y Escena (Ciudad de México 1999), 22.ª Música Biennale Zagreb (Croacia 2003), XXXI Festival Internacional Cervantino (Guanajuato-México 2003), y XXV Foro Internacional de Música Nueva Manuel Enríquez (Ciudad de México 2003). Premier italiana: 8 de diciembre de 2007, XXVI Festival Spaziomusica, Cagliari (Sardinia-Italia). Missa Cunctipotens Genitor Deus, para bajos-barítono, coro, dos pianos y percusión. Julio 5 y 7, 2008, Reggio Emilia y Verona (Italia). PromoMusica Coro internacional y Ensemble. Concierto Hispano para guitarra y orquesta de cuarto. Premier mundial: 9 de febrero de 2008, Eastman Escuela de Música. Guitarra: Dieter Hennings. Eastman De banda ancha Ensemble. Sinfonía N. 1. Premier mundial: 10 de marzo de 2007, México Ciudad. Orquesta Sinfónica Carlos Chávez.  Triple Concierto N. 2 para flauta (picc.), clarinete (b. cl.), piano y orquesta. Premier mundial: 3 de marzo de 2007, Ciudad de México. Ensamble 3, Orquesta Sinfónica de la Universidad Autónoma de México (OFUNAM). Ricercare de Camara VI, para guitarra y orquesta de cuarto. Premier canadiense: 11 de abril de 2008, Toronto. Guitarra: Dieter Hennings, Conciertos de Música Nueva Ensemble. Recientemente actuado encima 4 de febrero de 2007 y el 18 de septiembre de 2008, Eastman Escuela de Música. 25 de septiembre de 2008, Festival Internacional de Chihuahua (México). Guitarra: Dieter Hennings, Eastman De banda ancha Ensemble. Concierto para Doublebass y orquesta de cuarto. Premier mundial: 13 de diciembre de 2008, Rochester (NY-EE. UU.). Doublebass: Scott Worthington, Eastman De banda ancha Ensemble.
Como director, ha preferido y promovido un catálogo extenso de música nueva, en vivo y grabación. Ha trabajado con numerosos coros, ensambles y orquestas sinfónicas en Canadá, Europa, México y los Estados Unidos. Por mencionar algunos: Birtwistle Carmen Arcadiae Mechanicae Perpetuum, Ligeti Concierto de Cuarto, Lutoslawski Cadena 1, (EE. UU. y México), Orff, Catulli Carmina (Italia), Víctor Rasgado Ópera de Cuarto, El Conejo y el Coyote (México), Elgar Sinfonía N. 1, y Sibelius Finlandia (México), Sibelius Concierto de Violín, (Orquesta de Sinfonía de Chávez de Carlos-México), Ricardo Zohn-Muldoon óperas de cuarto El Niño Polilla y Comala (EE. UU.), la sinfonía de Beethoven N. 1 (Croacia), Lutoslawski Livre Vierte Orchestre (México),  Respighi Lauda por la Natività del Signore, Santo-Saëns Oratorio de Noël (México), la sinfonía de Carlos Chávez N. 2 (India), la sinfonía de Beethoven N. 6, la sinfonía de Stravinsky en C y Varese Integrales (México), la sinfonía de Chávez N. 1 (Antígona), Manuel de Elías Sonante N. 11 y Viola Concierto (México), Bartoks Divertimento, y Milhaud Concierto de Percusión (Italia), Ponce Concierto del Sur (Italia).
De 2001 a 2002 fue director y Director Musical de la Orquesta de Cámara de Bellas Artes OCBA en la Ciudad de México, actuando una variedad de géneros y estilos. Entre sus trabajos que él estrenó en México durante este tiempo son:  Berio Corale para violín y orquesta de cuarto, Nino Rota Ópera La Notte di un Nevrastenico, rendimientos de Schoenberg Sinfonía de Cuarto N. 2, Poulenc La Voix Humaine. De 1998 a 2003, sea Director Principal de la orquesta de cuarto Camerata de las Américas, con qué haga la premier mexicana de la Ópera La Nef Des Fous del compositor francés Thierry Lancino, y el premiere registro de música por tres compositores mexicanos: Silvestre Revueltas (Música para 12 instrumentos, Sonetos de Pellicer), Víctor Rasgado (El Conejo y el Coyote) y su propio (DeCachetitoRaspado y Ricercarede Cámara VI). En 1999,  fundó la Sinfonietta de las Américas, una orquesta centrada en proyectos especiales. Grabó para Diversión Global un CD con música orquestal del compositor alemán Gerhart Muench. En 2000, estrenó un CD doble de Muench música para BMG.
La formación académica suya incluye grados en Orquestales y el coro que Conduce, Composición, Piano y Cántico gregorianos, de instituciones principales en Italia y México. Sus profesores incluidos: Gianpiero Taverna, Franco Gallini y Xavier González (la orquesta y el coro que conducen), Domenico Bartolucci (basso continuo y coro de polifonía antigua que conduce), Franco Donatoni, Nicolò Castiglioni y Jesús Villaseñor (composición, análisis, y orquestación), Enzo Stanzani, y Margot Fleites (piano). Su experiencia como profesor de composición es extensa, e incluye haber sido ayudante de Franco Donatoni en los Cursos de Composición Internacionales y organizador del Festival Internacional de Música Contemporánea durante cuatro años consecutivos (1993@–96) en la Ciudad de México.
Como compositor es muy activo. Es miembro del “Sistema Nacional de Creadores de Arte” (México) y desde entonces junio de 2006 compositor también Asociado del “Centro de Música canadiense”.

## Discografía
ha grabado en USA para Bridge Records (2009) y DarkPress. en Italia para Stradivarius y en México para Quindecim, FECA de Veracruz, "Colegio de Compositores Latinoamericanos de Música de Arte" y UAM, BMG Entertainment, Urtext Classics, Global Entertainment, Euram y Spartacus Classics.